# „Hallo, Diktator“ – Orbán, die EU und die Rechtsstaatlichkeit
„Hallo, Diktator“ – Orbán, die EU und die Rechtsstaatlichkeit ist ein Dokumentarfilm des deutschen Regisseurs Michael Wech und des Produzenten Leopold Hoesch aus dem Jahr 2020. Der Film wurde am 2. Februar 2021 auf Arte ausgestrahlt.

## Inhalt
Seit Jahren höhlt Ungarns Ministerpräsident Viktor Orbán die Demokratie seines Landes aus. Michael Wechs Dokumentation analysiert, warum er die EU unter Druck setzen und seine Macht Schritt für Schritt nahezu ungehindert ausbauen kann.

## Produktion und Vertrieb
Der Film ist eine Koproduktion von Broadview Pictures und dem ZDF und entstand in Zusammenarbeit mit Arte.

## Festivals und Preise
- Nominierung für den Deutsch-Französischen Journalistenpreis 2021[1]
- Nominierung für den Deutschen Fernsehpreis 2021 als Beste Dokumentation/Reportage[2]
- Nominierung für den Prix Europa 2021 in der Kategorie "TV Current Affairs"[3]
- Nominierung beim UNAFF (United Nations Association Film Festival) 2021, Official Competition[4]